# 춘천여자고등학교
춘천여자고등학교(春川女子高等學校)는 대한민국 강원특별자치도 춘천시 동면 만천리에 있는 공립 고등학교이다.

## 학교 연혁
- 1934년 4월 10일 : 춘천공립고등여학교 개교
- 1946년 9월 1일 : 6년제 중학교로 개편, 12학급(학년당 2학급)
- 1951년 9월 1일 : 춘천여자고등학교 (3년제)로 개편
- 1962년 12월 17일 : 본관 교사 준공
- 2002년 3월 1일 : 학급 증설 인가 33학급 증설 인가
- 2004년 12월 16일 : 다목적실 준공
- 2012년 9월 25일 : 만천양지길 신축교사 준공
- 2012년 11월 16일 : 교동 구 교사(校舍) 고별식
- 2012년 11월 26일 : 신축 교사(校舍)로 이전(동면 만천양지길 95)
- 2018년 3월 22일 :  '꿈 너머 꿈' 학교 도서관 개관
- 2024년 9월 1일 : 제29대 허욱 교장 취임
- 2025년 1월 3일 : 제86회 졸업식(졸업생 253명, 총 28,127명)
- 2025년 3월 4일 : 제89회 입학식(10학급 265명)

## 참고 자료
- 춘천여자고등학교 - 한국교육학술정보원 학교알리미